# Unquillosaurus
Unquillosaurus war ein theropoder Dinosaurier, der vermutlich der Gruppe Dromaeosauridae angehört. Von dieser Gattung ist bisher lediglich ein einziger Knochen bekannt – ein Schambein (Pubis), das in der argentinischen Provinz Salta entdeckt wurde und zwischen 72 und 66 Millionen Jahre alt ist (Maastrichtium, Oberkreide).

## Merkmale
Das gefundene Schambein ist 51 cm lang, das gesamte Tier könnte etwa 3 Meter Länge erreicht haben. Dieser Fund zeigt eine Reihe von abgeleiteten (modernen) Merkmalen: So war beispielsweise das Schambein nach hinten gedreht (ophistopubic). Das untere Ende des Schambeins (Pubic boot) war craniocaudal verkürzt, seine Länge beträgt weniger als 30 % der Gesamtlänge des Schambeins. Zudem war der Pubic boot proximodistal relativ hoch. Diese abgeleiteten Merkmale finden sich auch bei frühen Vögeln, was darauf hinweist, dass Unquillosaurus nahe mit den Vögeln verwandt war. Von anderen Theropoden lässt sich Unquillosaurus insbesondere durch einen tiefen Kanal am vorderen Ende des Schambeins abgrenzen.

## Systematik
Ursprünglich nahm Jaime Eduardo Powell (1979) aufgrund der Größe des Knochens an, dass es sich bei Unquillosaurus um einen Vertreter der Carnosaurier handelte, eine Gruppe, zu der damals die meisten bekannten großen Theropoden gezählt wurden. Fernando Novas und Federico Agnolin (2004) studierten das Fossil erneut und kamen zu dem Schluss, dass Unquillosaurus der Coelurosauria-Gruppe Metornithes angehört, zusammen mit den Alvarezsauriden, den Therizinosauroideen, den Oviraptorosauriern, den Deinonychosauriern und den Vögeln. Innerhalb der Metornithes könnte Unquillosaurus evtl. der Dromaeosauridae angehören, so die Forscher. Heute gilt das Taxon Metornithes als ungültig und wird nicht mehr verwendet. Andere Studien – Norell und Makovicky (2004) sowie Martínez und Novas (2006) – sehen in Unquillosaurus ebenfalls einen möglichen Dromaeosauriden.

## Fund, Forschungsgeschichte und Namensgebung
Der bisher einzige Fund stammt aus der Arroyo-Morterito-Lokalität, einer Fundstelle bei El Ceibal im südlichen Ende der Sierra de la Candelaria im Südosten der argentinischen Provinz Salta. Aus dieser Fundstelle konnten neben Unquillosaurus zwei weitere Dinosaurier-Spezies nachgewiesen werden – der Sauropode Laplatasaurus sp. und ein weiterer, aber unbestimmbarer Sauropode. Die Grabungen an der Arroyo-Morterito-Fundstelle wurden 1975 abgeschlossen. Stratigraphisch gehört die Fundstelle zum oberen Abschnitt der Los-Blanquitos-Formation, einem Schichtglied der Salta-Gruppe, die aus roten bis orangen kontinentalen Sandsteinen und Konglomeraten besteht.
Bei dem Fund handelt es sich um ein linkes Schambein (Holotyp, Exemplarnummer PVL 3670-11). Er wurde 1979 zusammen mit den Sauropoden-Überresten von Jaime Eduardo Powell erstmals wissenschaftlich beschrieben. Der Name Unquillosaurus weist auf den Río Unquillo, einen Fluss, in dessen Einzugsgebiet der Fundort liegt. Das Art-Epitheton ceibalii weist auf El Caibal, dem Ort, dem die Fundstelle am nächsten liegt. Im Jahr 2004 veröffentlichten Fernando Novas und Federico Agnolin eine Neuuntersuchung von Unquillosaurus.